# Родухелсторф
Родухелсторф (њем. Roduchelstorf) општина је у њемачкој савезној држави Мекленбург-Западна Померанија. Једно је од 91 општинског средишта округа Нордвестмекленбург. Према процјени из 2010. у општини је живјело 259 становника. Посједује регионалну шифру (AGS) 13058087.

## Географски и демографски подаци
Родухелсторф се налази у савезној држави Мекленбург-Западна Померанија у округу Нордвестмекленбург. Општина се налази на надморској висини од 34 метра. Површина општине износи 9,8 km². У самом мјесту је, према процјени из 2010. године, живјело 259 становника. Просјечна густина становништва износи 26 становника/km².